# Beatbox
Beatbox je způsob vytváření zvuků, které imitují perkuse, a to pouze ústy, tedy bez použití hudebních nástrojů. Provádí se pomocí cíleného ovládání jazyka, tváří, krčních svalů a kontroly dechu. Tímto způsobem lze napodobit rytmus a zvuk různých nástrojů.
Imitované nástroje jsou nejčastěji bicí, k nim jsou přidávány další zvuky jako basy, melodie, scratche, různé „hlášky“ a podobně. Beatbox se často definuje také jako tzv. „pátý element“ hip hopu, bývá někdy složkou některých hip-hopových skladeb, třeba i zcela bez ostatních nástrojů či hudebního doprovodu vůbec.
Mezi nejznámější interprety patří Biz Markie, Rahzel, Killa Kela, Doug E. Fresh a Kenny Muhhamad, Joseph Poolpo, Daichi, Reeps One, Primitiv, Robeat, Hikakin, Tomazacre, D-low, Codfish, Napom.
V této činnosti se pořádají i soutěže.